# Jemen a 2013-as úszó-világbajnokságon
Jemen kettő úszóval vett részt a 2013-as úszó-világbajnokságon, akik három versenyszámban indultak.

## Úszás
Férfi
| Versenyző         | Verseny                  | Selejtező  | Selejtező  | Elődöntő           | Elődöntő           | Döntő              | Döntő              |
| Versenyző         | Verseny                  | Idő        | Helyezés   | Idő                | Helyezés           | Idő                | Helyezés           |
| ----------------- | ------------------------ | ---------- | ---------- | ------------------ | ------------------ | ------------------ | ------------------ |
| Ebrahim Al-Maleki | 50 méteres hátúszás      | 34.84      | 48         | Nem jutott tovább  | Nem jutott tovább  | Nem jutott tovább  | Nem jutott tovább  |
| Yousef Al-Nehmi   | 50 méteres gyorsúszás    | 28.75      | 96         | Nem jutott tovább  | Nem jutott tovább  | Nem jutott tovább  | Nem jutott tovább  |
| Yousef Al-Nehmi   | 50 méteres pillangóúszás | Nem indult | Nem indult | Nem jutottt tovább | Nem jutottt tovább | Nem jutottt tovább | Nem jutottt tovább |